# Jan Hempel (inżynier)

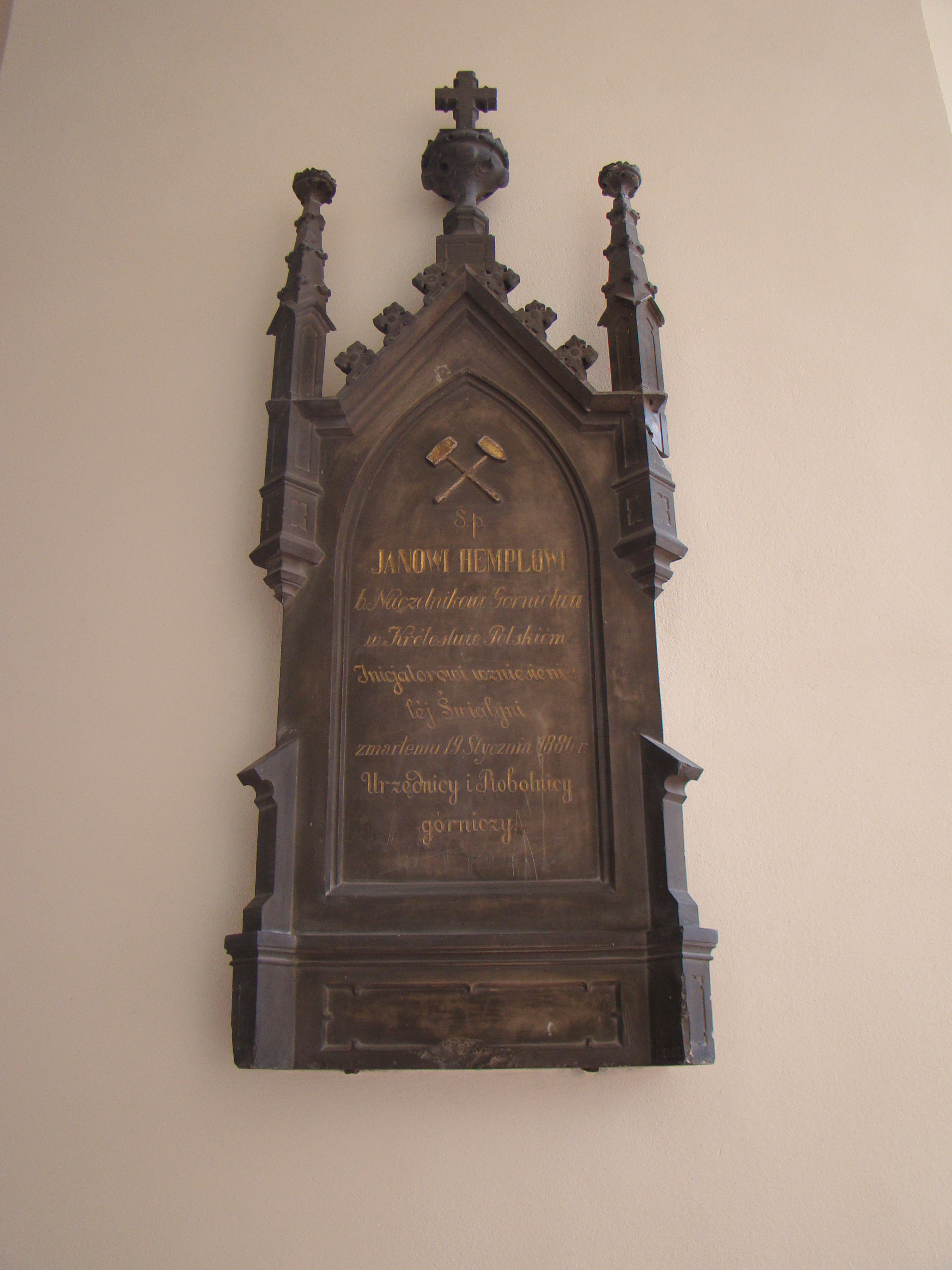
Epitafium w kościele Matki Boskiej Anielskiej w Dąbrowie Górniczej

Jan Marian Hempel (ur. 12 grudnia 1818 w Burcu, zm. 19 stycznia 1886 w Suchedniowie) – polski geolog, inżynier, naczelnik górnictwa i organizator szkolnictwa górniczego w Królestwie Polskim. Autor pierwszej „Mapy geognostycznej zagłębia węglowego w Królestwie Polskiem”.

## Życiorys
Był najstarszym synem Joachima, oficera napoleońskiego, i Rozalii z Dmochowskich. Był żonaty z Leontyną Zabielską (zm. 1925), nauczycielką. Z tego małżeństwa pochodził syn Stanisław (1881–1961), chemik.

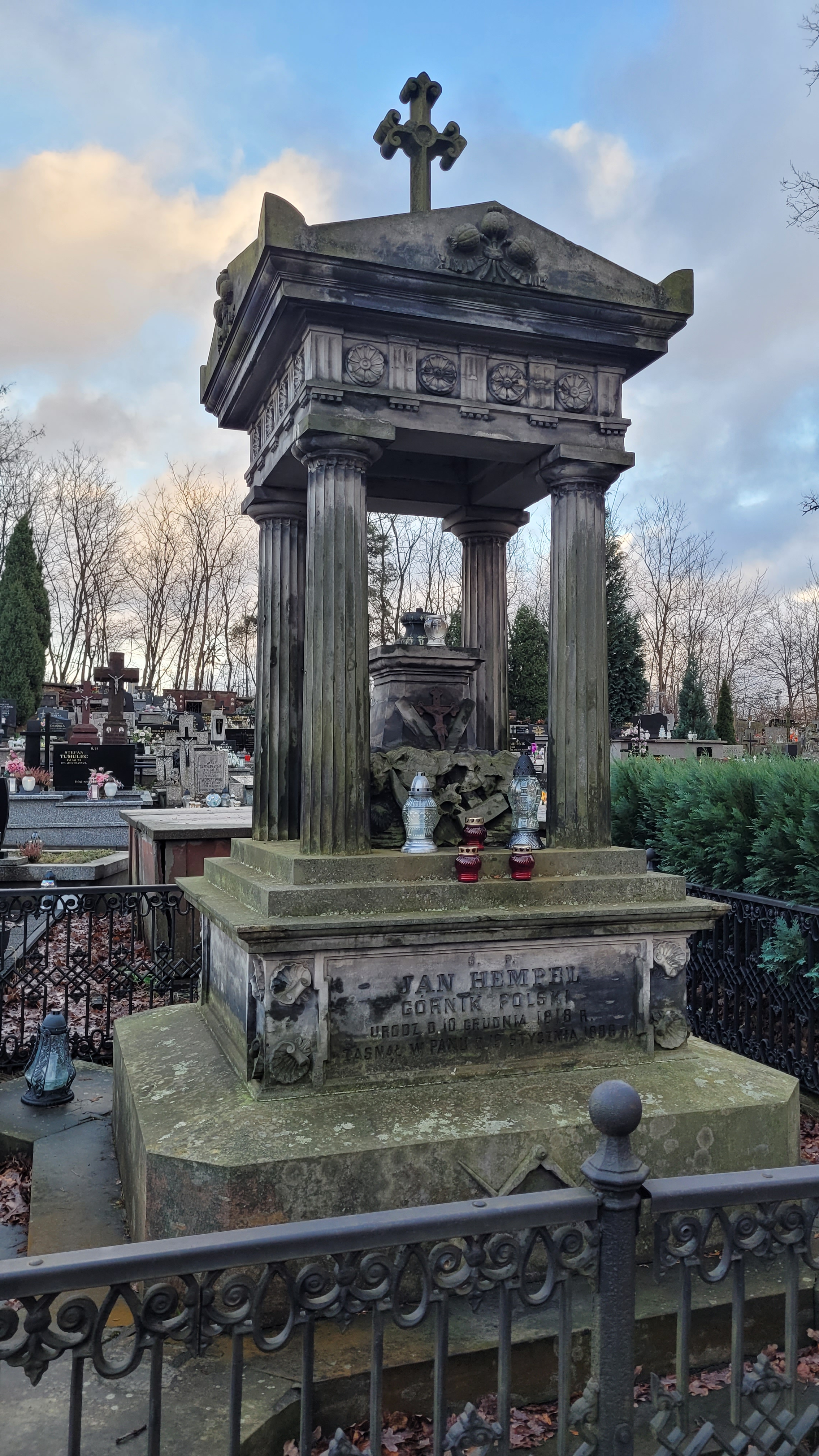
Nagrobek Jana Hempela na cmentarzu w Suchedniowie.

Był inicjatorem wzniesienia kościoła Matki Boskiej Anielskiej w Dąbrowie Górniczej, gdzie ustanowiono jego epitafium.